# Килналек
Килналек (англ. Kilnaleck; ирл. Cill na Leice) — деревня в Ирландии, находится в графстве Каван (провинция Ольстер) у трассы R154.
Деревня была одним из центров шахтного бума 1879-го: местный делец и глава школы решили основать поблизости шахту. Однако, тоннель оказался слишком глубоким, трудным для добычи, что в итоге привело к закрытию шахты.

## Демография
Население — 334 человека (по переписи 2006 года). В 2002 году население составляло 305 человек.
Данные переписи 2006 года:
| Общие демографические показатели |               |                               |                               |      |      |
| Всё население                    | Всё население | Изменения населения 2002—2006 | Изменения населения 2002—2006 | 2006 | 2006 |
| 2002                             | 2006          | чел.                          | %                             | муж. | жен. |
| 305                              | 334           | 29                            | 9,5                           | 170  | 164  |